# Perdita exilis
Perdita exilis är en biart som beskrevs av Timberlake 1962. Perdita exilis ingår i släktet Perdita och familjen grävbin. Inga underarter finns listade i Catalogue of Life.